# スールー王国

スールー・スルタン国
کسلطانن سولو دار الإسلام
Kasultanan ng Sulu
Kesultanan Sulu

1820年代のスールー王国の領域

スールー王国（スールー・スルタン国、Sultanate of Sulu）は、フィリピン諸島とボルネオ島の間に連なるスールー諸島にかつて存在した国。スルタンを戴くイスラム教国で、1450年代に成立したが、資料によってはその成立時期はより早い。ムスリムの研究者の中には、さらに1世紀前のラジャ・バンダ・アリの時代からスールー王国が存在したと見る者もいる。
ホロ島の都市ホロを都とするスールー王国は、アラビア語を公用語としたほか、マレー語や現地のタウスグ語・バンギギ語・バジャウ語などを使い、中国と東南アジア・西アジアを結ぶ海上交易の一端を担って栄え、最盛期にはスールー海の島の多くを支配した。東はミンダナオ島の西部（サンボアンガ半島）、南はボルネオ島北部（現在のマレーシアのサバ州）、北はパラワン島までその支配は及んだ。スールー諸島やミンダナオ島西部といったかつての支配地域は、現在もムスリムの多く住む地域になっている。
1898年にスールー王国はフィリピン・コモンウェルスに併合された。最後のスールーのスルタンは1936年に没し、以後スルタンは即位していない。1823年から1936年までスルタンを出してきたのは王族のうちキラム家（Kiram）であるが、王国滅亡後は王家の複数の家系がスルタン位を主張しはじめ、現在、スルタン一族の間で継承順位を巡る論争が起きている。

## 歴史

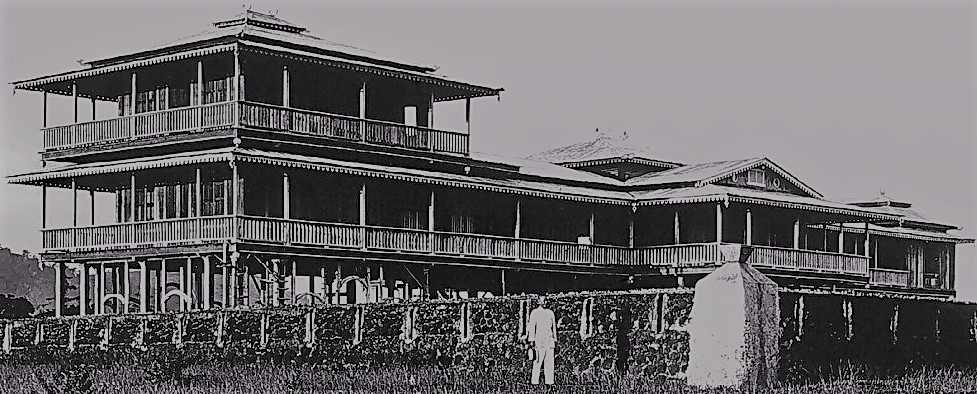
ホロ島南部のマイムブン（Maimbung）にあった「ダル・ジャンバンガン」（Daru Jambangan, 花の宮殿）。スルタンの座所だったが1932年の台風で全壊した

1450年代、マレー半島のマラッカ王国・ジョホール生まれのアラブ人、シャリフル・ハセム・シェド・アブ・バクル（Shari'ful Hashem Syed Abu Bakr）がスールー諸島に到来した。彼は1457年にスールーに王国を築き、スルタンに就任して「パドゥカ・マウラナ・マハサリ・シャリーフ・スルタン・ハシェム・アブ・バクル」（Paduka Maulana Mahasari Sharif Sultan Hashem Abu Bakr）と改名した。「パドゥカ」とは現地語で「主人」、「マハサリ」は「陛下」の意味である。スールー王国は中国やマレーとの交易で栄え、特に中国には朝貢使節を送った。明朝では、この国を「蘇祿」と記録している。16世紀後半にスペイン人がフィリピンに来航しセブやマニラを征服したが、スールー王国はスペイン勢力の侵入と戦い独立を維持した。
スールー王国の貿易のうち特筆されるものは奴隷貿易である。ジャワやマレーではかつて奴隷が重要な労働力となっており、戦争による捕虜などが奴隷の主な供給源となってきたが、インドネシア周辺がイスラム教化されると同じムスリムを奴隷とすることが禁じられ、奴隷の供給源を外へと求めるようになった。スールー人はミンダナオ島などフィリピン諸島各地へ奴隷狩りの軍を送り捕らえた住民を南方へ売ったため、フィリピン人やスペイン人には「海賊」として恐れられた。
1703年（別の説では1658年）、スールー王国は隣国ブルネイで起こった反乱に対し、ブルネイのスルタンへ援軍を送った。反乱鎮圧後にはブルネイから北ボルネオを得た。同じ年、ミンダナオ島のムスリム国家マギンダナオ王国に全盛期をもたらしたスルタン・クダラットは、スールー王国の姫と結婚し両国間に同盟関係が結ばれた。スールー王国はクダラットにパラワン島を贈ったが、1705年にクダラットはスペインにパラワン島を割譲した。スールーのスルタンの宗教的権威はミンダナオ西部から北ボルネオ各地に割拠する領主やスルタンに及んだが、政治的には各領主たちの独立が進んだ。
スペインは長年、スールー諸島からミンダナオ島に至る「モロ人」（フィリピン諸島のムスリム）の地に対する領有権を主張したが実効支配することはできなかった。各地に割拠するムスリムの領主たちの力が強く、スペインによる征服や改宗の試みは失敗し続けたため、スペインは海岸部の都市や要塞を確保するにとどまった。19世紀になるとスールーの軍事力は列強に押されてスルタンの権威が低下し、各地で分立したムスリムの領主たちは相次いでスペインに征服され、スールー王国の首都ホロも1876年にスペイン軍に占領された。スペインとスールー王国は1878年7月22日に条約を結び、スペイン軍の拠点以外の統治は従来通りスルタンが行うこととなったが、互いの翻訳した条文に食い違いがあった。スペイン語の条文ではスールー諸島の主権はスペインのものとなることになっていたが、タウスグ語の条文では完全な属国としてではなく保護国として表現されていた。
米西戦争の講和条約である1898年パリ条約で、スペインがアメリカ合衆国にスールーも含むフィリピンを明け渡した後、アメリカとスールー王国の間で結ばれたベイツ条約にも同様の翻訳の食い違いがあり、20世紀の初頭にアメリカとモロ人の間で戦争（モロの反乱）が起こることになる。スールー王国の独立はアメリカの間接統治下に置かれた1898年で終わり、1903年にはミンダナオ島南部から西部、およびスールー諸島にかけてモロ州が成立した。その後の10年以上にわたるアメリカによる軍政の間にモロ人に対する米軍の掃討が続く一方、スールーの諸制度は次第にアメリカ植民地政府（フィリピン群島政府）のものに置き換えられ、1913年には完全にモロ州は文民統治となった。1915年、スールー王国のスルタン、ハマルル・キラム2世（Jamalul-Kiram II）は、フィリピン群島政府のミンダナオ・スールー管区長のフランク・カーペンターとの間で「カーペンター＝キラム協定」（Carpenter-Kiram Agreement）を締結し、宗教的権威以外の一切の世俗の権威を放棄し、アメリカ合衆国の主権を確認した。これによりアメリカの主権がフィリピン全土で確定し、スールー王国は消滅した。

### 北ボルネオとスールー王国
スールーは北ボルネオ（マレーシア連邦サバ州）を領土として主張した時期があったが、これが現在マレーシアとフィリピン間での領土問題の遠因となっている。
19世紀後半、北ボルネオはスールー王国とブルネイ王国のスルタンがともに名目上の統治者であり、実際は二つのスルタンの下で地元の領主たちが河川流域ごとに支配を行っていた。1865年、ブルネイのアメリカ合衆国領事クロード・リー・モーゼズ（Claude Lee Moses）はブルネイから北ボルネオの10年間の租借権を得た。しかし南北戦争直後のアメリカにはアジア植民地を経営する余裕がなく、モーゼズは租借権を香港にあるアメリカ・ボルネオ貿易会社（American Trading Company of Borneo）に売却した。この会社はボルネオでの入植地建設失敗により経営難になり、租借権をオーストリア・ハンガリー二重帝国の香港領事フォン・オーバーベック男爵（Von Overbeck）に売却した。彼はボルネオのスルタンと交渉して契約の10年延長を得て、さらに1878年1月22日にスールー王国のスルタンとも同様の条約を締結した。フォン・オーバーベックはウィーンの政府に植民地経営を働きかけたが失敗し、イタリアに流刑植民地として売却する交渉もうまくゆかなかったため、1880年に北ボルネオから手を引いた。
彼の資金面での協力者だったアルフレッドとエドワードのデント兄弟(阿片戦争で有名なLancelot DentのDent & Co.の家族)のうち、ボルネオに残ったアルフレッド・デントは英国外交官のラザフォード・オールコックらに後援されていた。彼らの後ろ盾によりデント兄弟は1881年7月に会社を作り、翌1882年の勅許によってイギリス北ボルネオ会社を作って北ボルネオの統治を始めた。オールコックを社長とする北ボルネオ会社はオランダ・スペイン・サラワクなどの抵抗を受けるものの、入植地建設、行政制度整備、中国人労働者の招致などを推進して北ボルネオの経済を拡大させ、1888年7月にはイギリス北ボルネオ会社により統治されるイギリス保護国北ボルネオとすることに成功した。
北ボルネオ会社はスールーとオーストリアとの契約を購入であると解釈していた。しかし1883年1月7日にイギリスの外務大臣グランヴィル卿が出した書簡では、1878年にフォン・オーバーベック男爵がスールーのスルタンと結んだ条約は北ボルネオの賃貸であり購入ではなく、それゆえ北ボルネオに対する主権はスールーのスルタンに残っているとされている。スールー側もこの契約は租借だと解釈しており、自分たちに主権が残っていると考えていた。
第二次世界大戦による荒廃で北ボルネオ会社は経営をあきらめ、北ボルネオは1946年に王領植民地となり、1963年8月31日に自治を認められ、その直後の9月16日にマラヤ連邦やサラワク、シンガポールとともにマレーシアを結成した。しかしスールーのスルタンの末裔は「北ボルネオはスールーに返還されるべき」と主張し、またスールー王国を継承したとするフィリピン政府もマレーシア結成の構想に反対する中でこの見方を取るようになり、サバ州（旧北ボルネオ）をめぐりマレーシアとフィリピンの間で領土問題が起きた。
マレーシアは1963年以降、スルタンの末裔に毎年5300リンギット(約16万円)を支払っているが、前述の通りこれが租借料なのか購入費（の分割支払い）なのかで意見が分かれている。2013年にはスルタンの末裔キラム家の一員でありマニラに住んでいるジャマルル・キラム3世が400人からなる「スールー王国軍」を突然サバ州に上陸させ、旧王国の承認とサバ州の返還を求める事件が発生した（ラハダトゥ対立 (2013年)）、長らく店晒し状態だった問題が再燃する可能性が出ている。